# كأس الاتحاد الإنجليزي 2015–16
كأس الاتحاد الإنجليزي 2015–16 (بالإنجليزية: 2015–16 FA Cup)‏ هو الموسم 135 من  كأس الاتحاد الإنجليزي. أقيم خلال الفترة 15 أغسطس 2015 وحتى 21 مايو 2016، وكان عدد الأندية المشاركة فيه  736، وفاز فيه مانشستر يونايتد.